# Zdeněk Češpiva
Zdeněk Češpiva   (21 de gener de 1941 - 22 de març de 2019) fou un pilot d'enduro txec de renom internacional durant la dècada del 1970. Sempre com a pilot de Jawa, va guanyar tres campionats d'Europa en la categoria de superiors a 350 cc (1972-1973 i 1975) i, com a membre de l'equip de Txecoslovàquia, cinc Trofeus consecutius als ISDE entre el 1970 i el 1974. Češpiva formà part de la selecció txecoslovaca per a aquesta prova en catorze ocasions.

## Palmarès
- 3 campionats d'Europa en superiors a 350cc (1972-1973 i 1975)
- 5 victòries al Trofeu dels ISDT amb l'equip estatal (1970-1974)